# Storia del colonialismo in America

## L'espansione territoriale degli USA nel XIX secolo
Già nel periodo federalista americano i primi segnali di una intenzione espansionistica dei confini territoriali, che diventeranno una costante nella politica estera, si possono individuare nei propositi politici che intendono promuovere gli ideali rivoluzionari della giovane repubblica americana al di fuori dei propri confini. Un risultato che si poteva materialmente concretizzare innanzitutto con l'annessione di quei nuovi territori che venivano a costituirsi come nuove realtà politico-territoriali sotto l'azione dei coloni provenienti dalla repubblica. Un'estensione del territorio repubblicano era inoltre ritenuta necessaria da influenti politici americani come Madison e successivamente Jefferson, perché una repubblica di grandi dimensioni sarebbe stata più stabile ed i suoi principi rivoluzionari protetti dalle interferenze delle potenze monarchiche europee, prima fra tutte la Gran Bretagna. È evidente che la presenza di queste potenze monarchiche sul suolo del Nord America, forti economicamente e militarmente, non potevano essere tollerate a lungo.
Il sistema economico americano, inoltre, si caratterizzava per una forte presenza di schiavi soprattutto impiegati nelle coltivazioni, sistema che non trovava riscontri analoghi, con le altre potenze economiche europee presenti nel continente americano. Si trattava di un sistema da cui dipendeva gran parte della ricchezza non solo del Sud ma anche del Nord più industrializzato. Era fondamentale quindi esportare questo modello in tutto il continente americano, eliminando ogni possibile esempio di territorio in cui gli schiavi neri fossero affrancati.
La Gran Bretagna agli inizi del XIX secolo aveva già posto fine alla tratta degli schiavi e non vi faceva ricorso come sistema di produzione per le materie prime nelle colonie indiane né nei possedimenti rimastegli nel continente, prima fra tutti il Canada in cui trovavano rifugio molti degli schiavi fuggitivi. La presenza della Gran Bretagna rappresentava pertanto un pericolo in quanto nazione del movimento abolizionista internazionale. Il timore era tanto fondato che, sotto la presidenza di John Tyler, c'era la convinzione che la Gran Bretagna tentasse di influenzare anche gli assetti politici di quei territori non ancora annessi agli Stati Uniti, come il Texas, per creare un fronte di stati antischiavisti, con il rischio che si coalizzasse con gli stessi abolizionisti interni presenti del Nord degli Usa, in grado di cingere d'assedio l'Unione federale minacciandone l'integrità e distruggendone il sistema di produzione fondato sulla schiavitù.

## La dottrina Monroe
Per far fronte a questi pericoli, attraverso la famosa Dottrina Monroe, gli U.S.A. enunciano un principio che caratterizzerà e giustificherà tutta la politica estera degli Stati Uniti a partire dagli anni '40. L'espansionismo iniziato pacificamente con l'acquisto della Louisiana (almeno nei confronti della Francia), acquisisce connotati bellici, in quanto la guerra di conquista diventa il principale mezzo che permette la rapida estensione dei confini americani e la definitiva conquista del continente, allontanando così rapidamente le pericolose ingerenze inglesi e francesi. Enunciando quindi il principio che gli americani non sarebbero intervenuti nella politica interna degli stati europei, gli U.S.A. si riconoscono il diritto che, viceversa, gli stati europei non sarebbero più dovuti intervenire nel continente americano. E di fronte alla disgregazione dell'impero coloniale spagnolo il rischio che inglesi e francesi, intervenissero in America per approfittarne era piuttosto alto. Con la dottrina Monroe veniva così innanzitutto tolto qualsiasi ostacolo alla propagazione della rivoluzione americana e il diffondersi del suo sistema economico nel resto del continente.
Nello stesso tempo veniva legittimata la guerra di conquista ai danni della giovane repubblica messicana, nelle cui province la schiavitù era stata bandita come in California e tollerata solo per gli insediamenti anglo-americani nel Texas, prima appoggiando i ribelli texani contro il governo del presidente messicano S. Anna, e poi sfociando in guerra aperta per la conquista della California e del Nuovo Mexico. In questo caso, nella guerra contro il Messico, la Dottrina Monroe acquista una caratteristica apertamente filo schiavista perché mira ad eliminare la schiavitù in quei territori in cui era stata abolita o messa in discussione.
In questi stessi anni si forgia quindi la convinzione che l'espansione degli Usa dovesse essere inevitabile e predestinata – come verrà enunciato con l'espressione “Destino manifesto” - perché su questo movimento espansionistico si basava lo stesso sviluppo dell'intera nazione americana, i cui primari confini risultavano essere insufficienti a contenere la spinta economica di una società in continuo fermento, che sembrava inarrestabile nella sua voglia di crescere. Una società che voleva estendere anche ai territori confinanti i benefici che traeva del suo sistema socioeconomico e dai progressi tecnologici che ne stimolavano la crescita.

## L'espansionismo e le minoranze
Se da un lato, per gli espansionisti, tutto ciò poteva costituire un bene da condividere con tutti gli americani, dall'altro l'espansionismo territoriale replica un sistema schiavista in cui solo i bianchi beneficiano di una ricchezza derivante dal successo di questo sistema economico a scapito principalmente di due popolazione assoggettate: i neri d'origine africana e gli indiani d'America.
L'espansionismo infatti avviene a scapito della conquista dei vasti territori in cui risiedevano le popolazioni tribali indiane: ne comporta la distruzione come società tribale-nomade, in quanto incompatibile con il modello socio-economico americano; la decimazione e la deportazione a decine di migliaia in luoghi meno appetibili economicamente per il sistema economico americano in quello che verrà definito “il regno del cotone” - Georgia occidentale, Carolina del Nord, parte del Tennessee, Florida, Alabama, Mississippi, erano stanziate grosse realtà di tribù indiane che occupavano fertili territori indispensabili per lo sfruttamento intensivo delle coltivazioni di cotone su cui i proprietari terrieri sudisti avevano posto i loro interessi per allargare i loro possedimenti e per rispondere alla massiccia domanda di materie prime provenienti dal Nord industriale e dal resto del mondo. L'espansione verso questi territori sarà inevitabile ed avverrà con metodi violenti e illegali come quando, di fronte al pronunciamento della Corte Suprema, nel 1832, nella sentenza Worcester contro Georgia che riconosceva i Cheorokee come comunità politica e il diritto ad avere propri confini territoriali, l'autorità federale non interverrà per far applicare questa risoluzione, dando, agli altri stati del sud, il via libera all'appropriazione delle terre degli indiani con qualsiasi mezzo.